# 아브뉴프랑

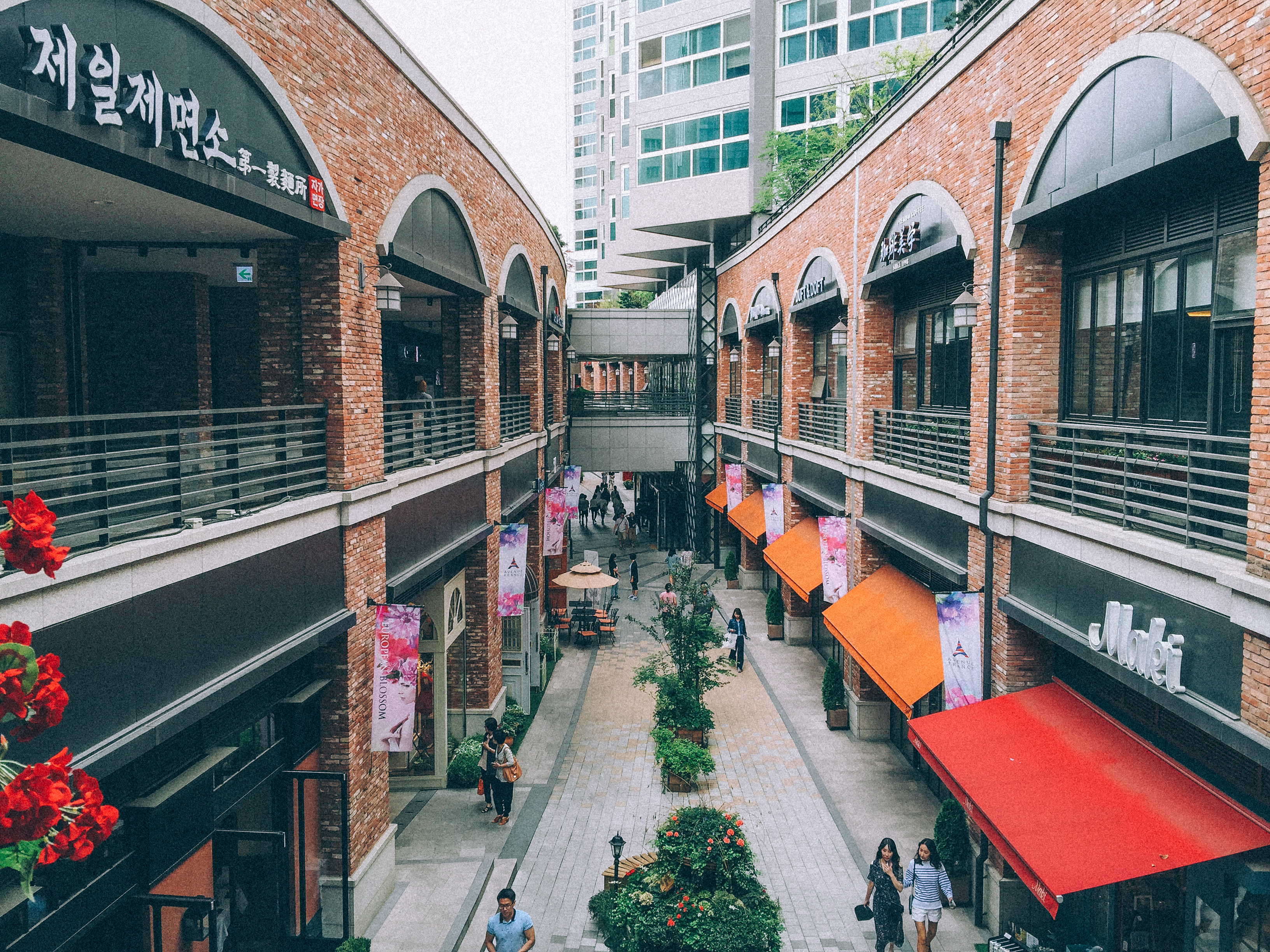
성남시 판교신도시의 아브뉴프랑

아브뉴프랑(Avenue France)은 대한민국의 호반건설에서 만든 스트리트형 쇼핑 센터 브랜드이다. 현재 경기도 성남시 판교신도시와 수원시 광교신도시에 위치해있다. 2018년 2월에 KTX 광명역 바로 앞 광명역써밋플레이스에 3호점을 오픈하였다. 'Avenue'(길)과 France(프랑스)'를 합한 '프랑스의 길'이란 뜻으로 '아브뉴프랑'이라 명명한다. (철자와 발음 상이)